# Asclapone
Asclapone (Patrasso, II o I secolo a.C. – dopo il 47 a.C.) è stato un medico greco antico.
Asclapone fu chiamato da Cicerone per assistere il suo liberto Tirone: nel 51 a.C., mentre i due facevano ritorno a Roma dalla Cilicia (dove Cicerone era stato governatore), giunti in Grecia, Tirone si ammalò e Cicerone dovette lasciarlo a Patrasso affidandolo alle cure di Asclapone.
L'oratore fu molto colpito dalla gentilezza e dall'abilità di Asclapone, al punto che nel 47 a.C. scrisse per lui una lettera di raccomandazione indirizzata al suo amico Servio Sulpicio Rufo.